# Transport kolejowy na Cyprze

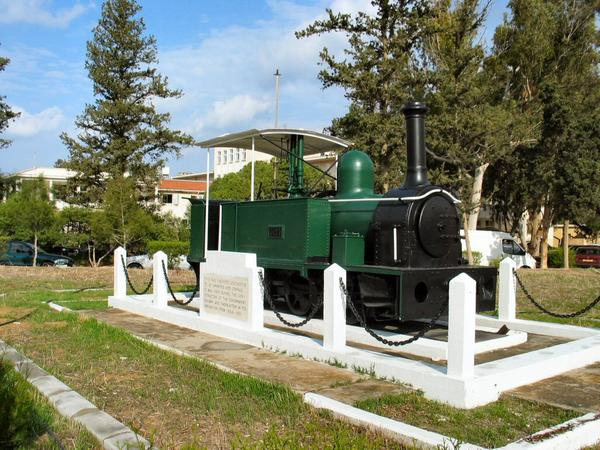
Parowóz należący niegdyś do Cyprus Government Railway ustawiony w Famaguście

Mapa przebiegu linii Cyprus Government Railway

Transport kolejowy na Cyprze – na Cyprze istniały 3 kolejowe systemy transportowe. Pierwszym z nich był Cyprus Government Railway – system transportu publicznego istniejący w latach 1905–1951. Dwa kolejne systemy były systemami kolei kopalnianej.

## Historia

### Cyprus Government Railway
Pierwszy fragment państwowej linii kolejowej na Cyprze otwarto w 1905. Linia o długości 57,9 km i szerokości toru 760 mm połączyła port w Famaguście z Nikozją. W 1907 linię wydłużono z Nikozji o 37,8 km do Morfu. W 1915 linię ponownie wydłużono o 24,9 km z Morfu do Ewrichu. Linię rozpoczęto likwidować w 1932. W 1951 zlikwidowano ostatni odcinek linii.

### Cyprus Mines Corporation (CMC)
Powołana w 1916 spółka CMC w następnych latach otworzyła kopalnię w okolicy Skuriotisy. Początkowo kopalnię obsługiwały koleje państwowe, lecz później również CMC wybudowało swoją kolej. Szerokość toru wynosiła 760 mm. Kopalnia i kolej zostały zlikwidowane w 1974 po wkroczeniu wojsk tureckich.
Do dzisiaj zachowało się kilka lokomotyw, z czego większość jest w złym stanie.

## Plany na przyszłość
W 2011 minister komunikacji ogłosił, że są prowadzone prace projektowe nad budową linii dużych prędkości oraz budowy tramwajów w Nikozji.